# Fatim Sidime
Sydney Fatime, de son vrai nom Fatime Sidimé est un mannequin ivoirien née le 25 juin 1984 en Côte d'Ivoire. Diplômée en communication et design, elle est la fondatrice du réseau des agences de mannequins en Côte d'Ivoire (RAMCI).

## Biographie
Fatime Sidimé s'essaie aux défilés dès l'âge de 17 ans alors qu'elle est encore sur les bancs. C'est avec Louise Cadic d'Afrique Agence que sa carrière professionnelle démarre effectivement un an plus tard.
Promue chef d'agence, elle est chargée de l'organisation des phases finales nationales du concours Top modèle Afrique, à l'issue desquelles elle est désignée, quoique non candidate, par les stylistes ivoiriens comme seconde représentante ivoirienne à la finale régionale Afrique. Elle y sera élue Top Model Afrique 2004.
Fatim Sidimé rejoint l'Angleterre, où elle défile entre autres pour des marques comme Chanel ou Top Shop. Fondatrice d'une agence depuis 2012, Fatim Sidimé est parvenue à créer le premier réseau des agences de mannequins de Côte d’Ivoire (RAMCI). Cela lui a valu de figurer au top 10 de la mode ivoirienne, et d’être élue personnalité mode de l’année 2016. Elle est la productrice et présentatrice de l'émission télévisée La saga des mannequins diffusée sur la RTI 1.
Elle crée également Sydney Conceptuel la première agence de lobbying dans le domaine du mannequinat en Afrique.

## Reconnaissance
En reconnaissance de son engagement et de ses réalisations dans le domaine de la mode et du mannequinat, Fatime Sidimé est élevée au grade de Chevalier dans l’Ordre du mérite culturel ivoirien en 2020,.
Fatime Sidimé continue de susciter l'inspiration chez les jeunes générations à travers divers projets, notamment sa chaîne de téléréalité sur les réseaux sociaux, où elle partage son parcours et ses expériences avec ses followers.

## Palmarès
- Fatim Sidimé, gagnante du concours Top Modèle Afrique en 2004, a été élevée au grade de Chevalier dans l'Ordre du Mérite Culturel le 6 février 2020[7],[2]